# Paul-Gustave Froment

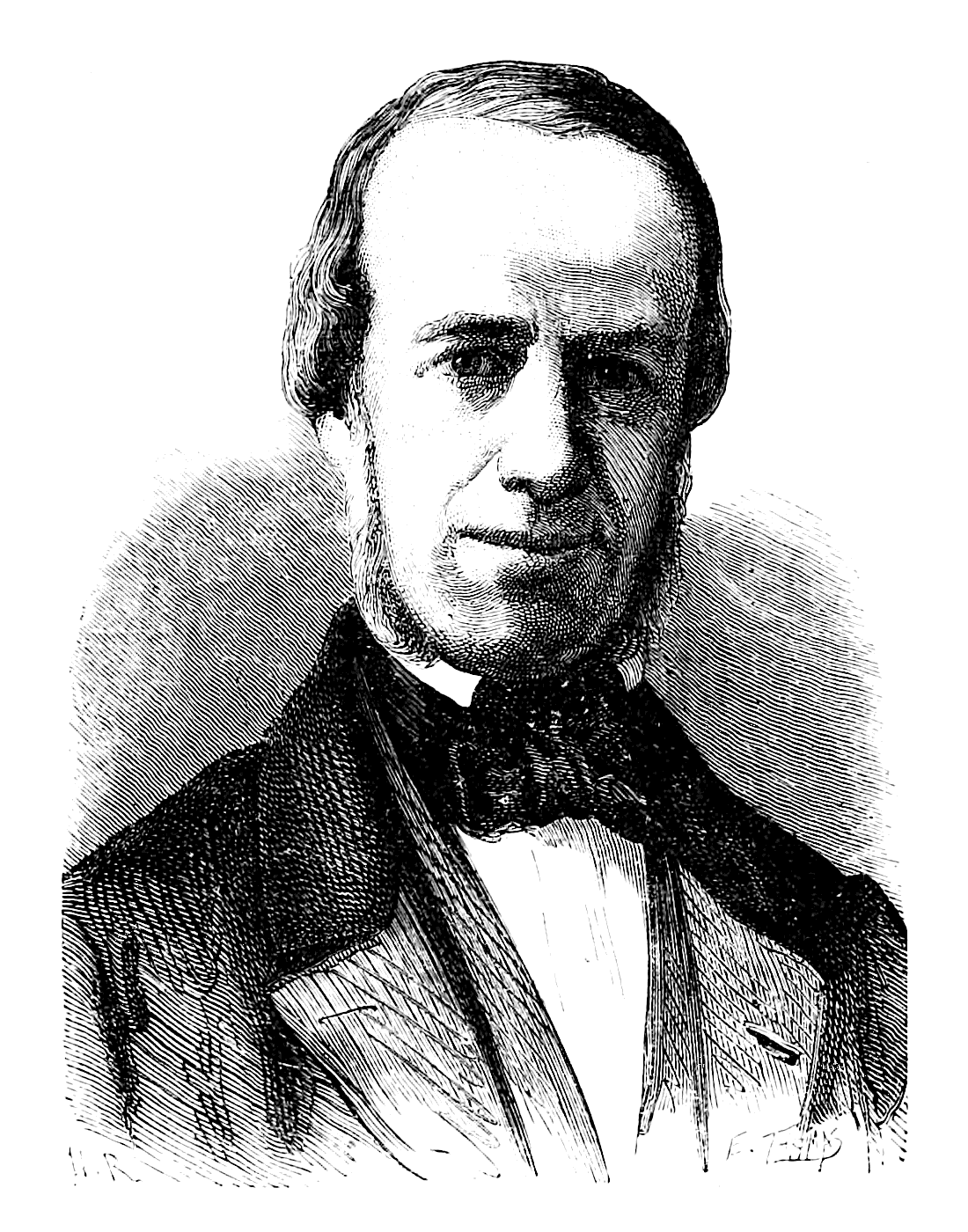
Paul-Gustave Froment

Paul-Gustave Froment (* 3. März 1815 in Paris; † 1865) war ein französischer Mechaniker und Erfinder.
Froment besuchte das Lycée Louis-le-Grand. Er hatte eine Vorliebe für Mechanik, baute im Alter von 15 Jahren eine Uhr aus primitivsten Mitteln, was seinen Vater veranlasste, ihn an der École polytechnique in Paris studieren zu lassen. Nachdem er 1833 eine von Hippolyte Pixii aus einem Hufeisenmagnet und Elektromagneten zusammengebastelte Maschine entdeckte, baute er in seinen Ferien einen Elektromotor. Zum Verständnis der Watt'schen Dampfmaschine baute er sich ein Modell. Er studierte weiter in Manchester, wo er Anfang 1839 versuchte, Bilder einer Lochkamera festzuhalten.
Seine Absicht, in Frankreich Dampfmaschinen zu bauen, scheitert an der Finanzierung. Um 1843 konstruierte er einen Elektromotor, der schon etwas Leistung abgab. Anschließend baute er einen Zeiger- und einen Klavier-Telegrafen, verbesserte den elektrischen Webstuhl des Gaetan Bonelli (US-Patent 12,050 vom 12. Dez. 1854) aus Turin und half Hughes, seinen Schreibtelegrafen zu verbessern.
1854 baute er eine einfachere und verbesserte Version der elektromechanischen Uhr von Shepherd.
Sein Grab befindet sich auf dem Pariser Friedhof Père-Lachaise.

## Einzelnachweis
1. ↑   http://www.electric-clocks.nl/clocks/de/Seite05.htm